# Гарлем (футбольний клуб)
ГФК «Гарлем» (нід. Haarlemsche Football Club Haarlem) — колишній нідерландський професіональний футбольний клуб з однойменного міста. Змагався у першості Еерсте Дівізі — другої за ієрархією футбольної ліги Нідерландів. Заснований 1 жовтня 1889 року, розформований — 25 січня 2010.

## Історія
Заснований 1 жовтня 1889 року, що робить його одним з найстаріших нідерландських футбольних клубів. Протягом своєї довгої історії команда пограла в усіх 3-х професійних лігах Нідерландів. Найбільшого успіху було досягнуто у сезоні 1945—46 років, коли «Гарлем» став чемпіоном країни.
Історія участі клубу в єврокубках обмежується сезоном 1982—83, у якому команда виступала у Кубку УЄФА. У першому раунді турніру «Гарлем», у складі якого тоді виступав молодий Рууд Гулліт, здолав бельгійський «Гент» за рахунок домашньої перемоги 2:1 та виїзної нічиєї з рахунком 3:3. У другому раунді Кубку нідерландський клуб за сумою двох зустрічей програв московському «Спартаку» і припинив участь у змаганні. Перший матч проти «Спартака» у Москві 20 жовтня 1982 року увійшов в історію через трагедію, яка відбулася на стадіоні «Лужники» по його завершенні, — у результаті давки, що виникла при виході з трибун, за різними оцінками загинуло від 66 до 340 вболівальників.

## Відомі гравці
- Вім Балм

## Досягнення
- Чемпіон Нідерландів (1): 1945-46;
- Чемпіон Еерсте Дівізі (першої ліги) (3): 1971-72, 1975-76, 1980-81;
- Чемпіон Твееде Дівізі (другої ліги) (3): 1960-61, 1962-63, 1966-67;
- Володар Кубка Нідерландів (2): 1901-02, 1911-12.